# Hvidtølsbryggeriet i Den Gamle By
Hvidtølsbryggeriet i Den Gamle By  blev opført i 1933 i Aarhus i  'Vesteråfløjen' fra Aalborggården, der ikke havde været midler til at genopføre, da store dele af Den klingenbergske Gård blev genrejst. Den Gamle By og Bryggeriforeningen nedsatte i 1931 en komite, som arbejdede på at fremskaffe materiale til indretning af et hvidtølsbryggeri på museet. Der blev indsamlet genstande, inventar og midler til at rejse en bygning til formålet. Huset, som er fra omkring 1550, var næppe andet end et pakhus, da det lå i Aalborg, men det viste sig yderst velegnet som bryghus. Det gamle bindingsværkshus blev et vellykket bryggeri og fremtræder som en fin helhed på trods af de mange sammenbragte effekter.
Det er et historisk hvidtølsbryggeri, men uden lugt, damp, varme og den hektiske aktivitet, som fulgte med bryggeprocessen. I forbindelse med Levende Museum i Den Gamle By har det været et stærkt ønske at kunne tilføje de mange sanseindtryk, som bryggerens arbejde har frembragt.
I erkendelse af at ølfremstilling kan glæde bryggere og gæster, oprettede Den Gamle By i efteråret 2001 Bryggerlavet i Den Gamle By.

## Eksterne links
- Den Gamle By, Danmarks Købstadmuseum

|  | Denne artikel om en bygning eller et bygningsværk kan blive bedre, hvis der indsættes et (bedre) billede. Du kan hjælpe ved at afsøge Wikimedia Commons for et passende billede eller lægge et op på Wikimedia Commons med en af de tilladte licenser og indsætte det i artiklen. |

56°9′31.89″N 10°11′33.21″Ø / 56.1588583°N 10.1925583°Ø